# Monopolistische concurrentie
Monopolistische concurrentie of monopolistische mededinging is een marktvorm die zowel een kenmerk heeft van een monopolie als van volledige mededinging. Bij monopolistische concurrentie zijn er namelijk veel aanbieders (als bij volledige mededinging), terwijl deze aanbieders via marketing hun product enigszins heterogeen maken, waardoor merktrouw van de consument kan ontstaan. Veel ruimte voor prijsbeleid is er niet op de markt van monopolistische concurrentie, want de klant kan relatief gemakkelijk overstappen naar een concurrent.
Een voorbeeld van monopolistische concurrentie is de detailhandel. Hier zijn veel leveranciers, maar de consument die voor een bepaald merk kiest, blijft er onder de gegeven omstandigheden aan trouw. Doordat de vraag zeer elastisch is, zullen de leveranciers concurreren met productexclusiviteit. Factoren als vriendelijke bediening, afstand, parkeergelegenheid, ruim assortiment en korte levertijd werken mee aan het ontstaan van een eigen klantenkring. Productdifferentiatie is dus belangrijk op deze markt, want er zijn immers veel vervangproducten of substituten.
Hoe komen nu de prijzen tot stand op deze markt? Een aanbieder op deze markt heeft zeker een invloed op de prijs en net als bij het monopolie zal de prijsafzetcurve voor de aanbieder een dalend verloop hebben. Hoe hoger de prijs, hoe kleiner de afzet zal worden. Als bij monopolistische concurrentie gestreefd wordt naar maximale winst, wordt de prijs-hoeveelheidscombinatie gekozen waarbij het verschil tussen opbrengsten en kosten het grootst is.
- De homogeniteit gaat verloren
- Is tegengewerkt door imitatie en door mobiliteit van de consument
- Transparantie is tevens niet evident
- Er is vrije toetreding tot en verlaten van de markt. Het is dus relatief makkelijk voor firma's om de markt te betreden met eigen merken en het is goedkoop om de markt te verlaten of te stoppen met bepaalde merken.